# Geruchsrezeptor (Protein)
Geruchsrezeptoren oder olfaktorische Rezeptoren (englisch olfactory receptors; abgekürzt OR) sind Rezeptoren für chemische Reize und als Membranprotein von Chemorezeptoren insbesondere an der Geruchsempfindung beteiligt (siehe olfaktorische Wahrnehmung). Darüber hinaus kommen Geruchsrezeptoren auch in Organen vor, die nicht an der Geruchswahrnehmung beteiligt sind (z. B. in der Leber und in den Hoden). Bei Wirbeltieren ist das Geruchsrezeptormolekül ein G-Protein-gekoppelter Rezeptor. Die Zahl an unterschiedlichen Typen von Geruchsrezeptoren beträgt beim Menschen etwa 350, während es beim Hund etwa 1200 verschiedene sind.
In der Physiologie wird die Bezeichnung Geruchsrezeptor auch für eine gesamte Nervenzelle verwendet, die als Sinneszelle des olfaktorischen Systems spezifische Geruchsrezeptorproteine in die Membran ihrer Zilien einlagert: die Riechzelle als Rezeptorzelle des Geruchssinnes.

## Selektivität
Geruchsrezeptoren sind Zielmoleküle für Geruchsstoffe, die an diese anbinden und den Geruchsrezeptor aktivieren können. Dabei zeigen Geruchsrezeptoren eine Selektivität für unterschiedliche Geruchsstoffe. Am extrazellulären Ende des Geruchsrezeptors, der siebenmal die Zellmembran durchspannt, bildet das Rezeptorprotein eine Tasche. Diese Tasche stellt eine Andockstelle für das Duftmolekül dar, mit der es sich nach dem Schlüssel-Schloss-Prinzip verbinden kann. Auf Grund ihrer Molekülstruktur können sich nur bestimmte Moleküle mit der Tasche verbinden. Daher ist der Geruchsrezeptor für dieses bestimmte Molekül oder eine Gruppe von strukturell ähnlichen Molekülen spezifisch. Geringfügige Änderungen der Proteinstruktur führen zu Änderungen der Konformation der Andockstelle und variieren damit die Spezifität eines Geruchsrezeptors.

## Diversität
Jede Riechzelle produziert zahlreiche Geruchsrezeptormoleküle eines bestimmten Typs mit gleicher Proteinstruktur und verankert diese in der Membran. Die Riechzellen eines Wirbeltieres unterscheiden sich voneinander durch den jeweils eingebauten Geruchsrezeptortyp. Rezente Wirbeltiere verfügen über zahlreiche verschiedene Geruchsrezeptortypen, je nach Spezies mit unterschiedlicher Anzahl, von etwa 100 bei Fischen bis über 1000 bei Mäusen und Hunden.
Beim Menschen können mehr als dreihundert unterschiedliche Geruchsrezeptoren gebildet werden, deren Aufbau jeweils im Einzelnen genetisch codiert ist. Die rund 340 Gene der humanen OR-Familie finden sich an über fünfzig Orten verstreut im Genom; lediglich die Chromosomen 8, 20 und das Y-Chromosom enthalten nach bisherigen Erkenntnissen keine Gene für Geruchsrezeptoren. Nach der Ähnlichkeit ihrer Sequenzen lassen sich etwa 170 Subfamilien unterscheiden. Oft liegen Gene mit ähnlichen Sequenzmotiven chromosomal benachbart. Es wird vermutet, dass die Diversität der Geruchsrezeptoren durch Genverdopplung und spätere Mutation entstanden ist. Im menschlichen Genom fanden sich neben intakten Genen fast ebenso viele Pseudogene, die inaktiv sind.

## Signaltransduktion

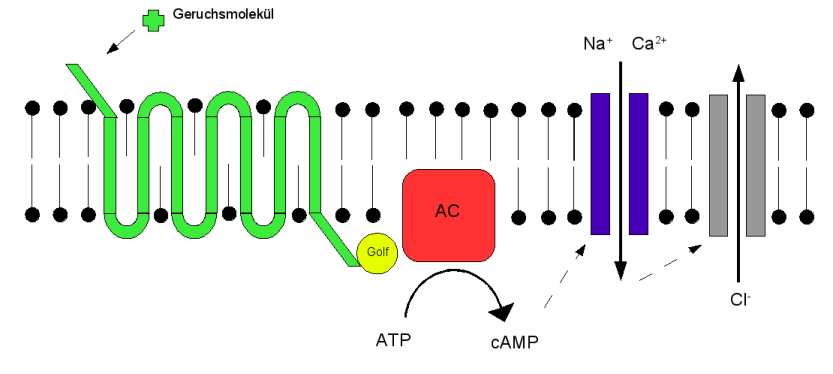
Signaltransduktion des Geruchsrezeptors

Nach Anbindung des Geruchsstoffs an das Rezeptorprotein kommt es zu einer Konformationsänderung jenes Proteins und zu einer Aktivierung des angehängten G-Proteins (Golf). Dieser Komplex aus Rezeptor- und G-Protein ist für die Weiterleitung des Geruchsreizes in das Zellinnere verantwortlich (Signaltransduktion). Er aktiviert das Enzym Adenylylzyklase, welches die Umwandlung von ATP zu cAMP katalysiert, und damit die Konzentration dieses Second Messengers in den Cilien erhöht. Dieser intrazelluläre Botenstoff aktiviert seinerseits Proteinkinasen, welche Ionenkanäle an der Zellmembran öffnen können und somit das Membranpotential beeinflussen. Zunächst wird via cAMP der Typ eines Ionenkanals geöffnet, durch den positive Natrium- und Calciumionen in das Zellinnere einströmen können. Der Einstrom des Calciums aktiviert dann mittelbar einen zweiten Ionenkanaltyp, der spezifisch für negative Chlorionen ist, die nun aus der Zelle ausströmen. Die Folge ist eine Depolarisation, die ein Aktionspotential am Axonhügel der Riechzelle erzeugen kann.
Dieses Signal einer Sinneszelle wird als Aktionspotentialserie über ihr Axon im Riechnerven (Nervus olfactorius) an Neuronen im Riechkolben (Bulbus olfactorius) geleitet. Von hier bestehen über die Riechbahn (Tractus olfactorius) Verbindungen zum primären olfaktorischen Cortex bzw. zur weiteren Auswertung der olfaktorischen Wahrnehmung in anderen Regionen des Zentralnervensystems.

## Klassifikation und Benennung
Die Geruchsrezeptoren bilden eine Superfamilie. Alle bisher bekannten Geruchsrezeptoren von Wirbeltieren zeigen den grundlegend gleichen Aufbau mit einer variablen Erkennungsregion, 7 transmembranösen Abschnitten und einem Aktivierungsbereich für das G-Protein. Für die Benennung einzelner Geruchsrezeptoren bzw. ihrer Gene wird folgendes Schema vorgeschlagen:
OR / Zahl / Buchstabe / Zahl : zum Beispiel OR1A1.
Dabei steht OR für die Superfamilie olfaktorischer Rezeptoren und die nachfolgende Zahl für eine der 56 Familien. Der folgende Großbuchstabe vereint eine Gruppe von Geruchsrezeptoren, deren Gene zu mindestens 60 % übereinstimmen. Die letzte Zahl klassifiziert den speziellen Geruchsrezeptor.
Darüber hinaus können Klassen von Familien definiert werden:
- Klasse I: Fisch-analoge Rezeptoren, Familien 51–56
- Klasse II: Tetrapoden-spezifische Rezeptoren, Familien 1–13

## Forschungsgeschichte
Der in jüngerer Zeit größte Erfolg bei der Erforschung des Geruchssinns gelang den beiden amerikanischen Forschern Linda Buck und Richard Axel, die bei ihren Untersuchungen rund 1000 für  Geruchsrezeptoren codierende Gene identifizieren konnten und dafür 2004 den Medizinnobelpreis erhielten. Diese Gene bestimmen die Proteinstruktur eines Rezeptorproteins und damit seine Spezifität. Bisher sind nur wenige der rund 340 Geruchsrezeptoren des menschlichen Körpers näher untersucht.